# Forino
Forino är en ort och kommun i provinsen Avellino i regionen Kampanien i Italien. Kommunen hade 5 357 invånare (2017).